# Форбс, Эдвард
Эдвард Форбс (12 февраля 1815, Дуглас, остров Мэн — 18 ноября 1854, Варди, около Эдинбурга) — британский (остров Мэн) натуралист, малаколог, ботаник, геолог, преподаватель, научный писатель, художник.

## Биография
С детских лет занимался сбором насекомых, раковин, минералов, окаменелостей, растений и других объектов естественной истории, не особенно интересуясь письмом и рисованием. В период с пяти до одиннадцати лет по причине слабого здоровья не мог посещать школу, но с 1828 года начал посещать дневные занятия в Атольской академии в Дугласе. В июне 1831 года покинул остров Мэн и отправился в Лондон, где начал заниматься рисованием. В октябре, однако, отдав все силы идее сделать живопись своей профессией и не добившись успеха, он вернулся домой и в следующем месяце поступил в Эдинбургский университет изучать медицину. Каникулы 1832 года провёл в кропотливом изучении естественной истории острова Мэн. В 1833 году совершил путешествие по Норве]ии, ботанические результаты которого были опубликованы в Лаудоновском «Журнале естественной истории» в 1835—1836 годах. Летом 1834 года он посвятил много времени исследованиям дна Ирландского моря, а в следующем году путешествовал по Франции, Швейцарии и Германии.
Испытывая интерес к естественной истории, но не имея склонности к практическому занятию хирургией, Форбс весной 1836 года отказался от идеи получения степени в области медицины, решив посвятить себя науке и литературе. Зиму 1836—1837 годов он провёл в Париже, где слушал лекции в Саду растений по естественной истории, сравнительной анатомии, геологии и минералогии. Покинув Париж в апреле 1837 года, он отправился в Алжир, где занимался сбором материалов для статей о наземных и пресноводных моллюсках, которые были опубликованы в «Анналах естественной истории». Осенью того же года он приступил к изучению литературы в Эдинбургском университете; в 1838 году вышла в свет его первая большая работа «Malacologia Monensis», представлявшая собой краткий обзор видов моллюсков, встречающихся в районе острова Мэн. Летом 1838 года посетил Штирию и Крайну, собрав при этом обширные ботанические коллекции. Следующей осенью он выступил перед Британской ассоциацией в Ньюкасле с докладом о распространении наземных лёгочных улиток в Европе, после чего ему было поручено подготовить аналогичный доклад применительно к положению дел на Британских островах. В 1841 году была опубликована его «История британских морских звёзд», ставшая результатом его долгих наблюдений и содержавшая 120 иллюстраций, включая юмористические изображения хвостовых частей, каждая из которых была нарисована автором. 17 апреля того же года Форбс в сопровождении своего друга Уильяма Томпсона отправился на Мальту на борту гидрографического судна Beacon, командир которого капитан Грейвс назначил его корабельным натуралистом. С этой даты и до октября 1842 года он занимался исследовании ботаники, зоологии и геологии в Средиземноморском регионе. Результаты этих исследований были опубликованы им в «Докладе о моллюсках и лучистых животных Эгейского моря, который был представлен Британской Ассоциации в 1843 году» и в «Путешествиях по Ликии», опубликованных им совместно с лейтенантом флота (впоследствии адмиралом) Спраттом в 1847 году. В первом труде Форбс исследовал влияние климата и природы и глубины морского дна на формы морской жизни, разделив Эгейское море на восемь биологических зон; его выводы в отношении батиметрического распределения, однако, были в значительной степени опровергнуты после проведения более поздних исследований глубоководья.
К концу 1842 года Форбс, который из-за семейных проблем был вынужден сам зарабатывать себе на жизнь, запросил и получил пост куратора музея Лондонского геологического общества. К этой должности в 1843 году добавилась должность профессора ботаники в Королевском колледже. В ноябре 1844 года он подал в отставку из Геологического общества и стал палеонтологом Геологической службы Великобритании. Два года спустя он опубликовал в «Мемуарах Геологической службы» признанное важным эссе «О связи между распределением существующей фауны и флоры Британских островов и геологических изменениях, которые повлияли на его площадь, в особенности в эпоху Северного дрейфа». В нём Форбс указывал, что в зависимости от происхождения из различных конкретных центров все растения Великобритании могут быть разделены на пять чётко обозначенных групп, что уже в конце XIX века признавалось в значительной степени неверным. Осенью 1848 года Форбс женился на дочери генерала сэра Эшуорта; в том же году была опубликована его монография о британских медузах. В 1851 году коллекции Геологической службы были перемещены из Крейг-Корт в музей на Джермин-стрит, а Форбс был назначен профессором естественной истории в Королевской горной школе, к тому моменту недавно основанной. В 1852 году был опубликован четвёртый и последний том работы Форбса Хэнли «История британских моллюсков», а также его монография о британских иглокожих.
В 1853 году Форбс возглавил Геологическое общество в Лондоне, а спустя год получил назначение на давно желанную должность профессора естественной истории в Эдинбургском университете, ставшую вакантной после смерти Джеймсона, его бывшего учителя. С момента своего возвращения с Востока в 1842 году изучение и сортировка окаменелостей, частые лекции и непрерывное литературное творчество, в том числе подготовка к публикации своих воспоминаний о палеонтологических экспедициях, не позволяли Форбсу уделять прежнее внимание практическому изучению естественной истории, чем он занимался в молодые годы и к чему по-прежнему был весьма склонен, стремясь посвящать свой досуг продолжению накопления биологических знаний. Он читал лекции в Эдинбурге в летнем семестре 1854 года, а в сентябре того же года занимал пост президента секции геологии на заседании Ливерпульской Британской ассоциации. Однако вскоре после начала чтения лекций зимнего семестра в Эдинбурге он заболел и после непродолжительной болезни скончался.